# 靴下 (フラワーカンパニーズの曲)
「靴下」（くつした）は、日本のバンド・フラワーカンパニーズの4枚目のシングル。

## 解説
- 前作より5ヶ月ぶりのリリース。
- シングル作品として初めてカラオケバージョンが収録された。

## 収録曲
全作詞：鈴木けいすけ　全編曲：フラワーカンパニーズ
1. 靴下 (5:11)
作曲：グレートマエカワ・鈴木けいすけ
2. どろぼう (3:34)
作曲：竹安堅一・鈴木けいすけ
3. 靴下（オリジナル・カラオケ） (5:11)

## 収録アルバム
- ヤングフラワーズ 〜Early FLOWER COMPANYZ（#1）
- Singles & More 〜Antinos Years（#1）
- 俺たちハタチ族＋9（#2） ライブバージョンでの収録
- マンモスフラワー+6（#1, #2）